# Matthijs de Ligt
Matthijs de Ligt (født 12. august 1999) er en hollandsk professionel fodboldspiller, som spiller for Premier League-klubben Manchester United og Hollands landshold. Han ses som en af de bedste forsvarsspillere i verden, og er især kendt for sin styrke.

## Klubkarriere

### Ajax
De Ligt kom igennem ungdomsakademiet hos Ajax, og debuterede for reserveholdet Jong Ajax i august 2016. Han debuterede for førsteholdet den 21. september af samme år, og scorede sit første mål for klubben i samme kamp. Han blev hermed den næstyngste målscorer for Ajax nogensinde, kun overgået af Clarence Seedorf.
De Ligts store gennembrud kom i 2017-18 sæsonen efter at Ajax havde solgt Dávinson Sánchez til Tottenham. I marts 2018 blev han udnævnt som klubbens anfører som resultat af en skade til den normale anfører Joël Veltman. Han blev hermed den yngste anfører i klubbens historie. Han vandt i 2018 Golden Boy-prisen, og blev hermed den første forsvarsspiller til at vinde prisen.

### Juventus
De Ligt skiftede i juli 2019 til italienske Juventus. Han spilede mere end 100 kampe for klubben over de næste tre sæsoner.

### Bayern München
De Ligt skiftede i juli 2022 til Bayern München. Han scorede sit første mål for klubben den 21. august 2022 i en Bundesliga-kamp imod Bochum.

### Manchester United
De Ligt skiftede i august 2024 til Manchester United, og blev ved skiftet genforenet med træner Erik ten Hag, som han havde spillet under i Ajax.

## Landsholdskarriere

### Ungdomslandshold
De Ligt har repræsenteret Holland på flere ungdomsniveauer.

### Seniorlandshold
De Ligt debuterede for Hollands landshold den 25. marts 2017, og i en alder af bare 17 år blev han den yngste spiller på det hollandske landshold siden 1931.

## Titler
Ajax
- Eredivisie: 1 (2018-19)
- KNVB Cup: 1 (2018-19)

Juventus
- Serie A: 1 (2019-20)
- Coppa Italia: 1 (2020-21)
- Supercoppa Italiana: 1 (2020(

Bayern München
- Bundesliga: 1 (2022-23)
- DFL-Supercup: 1 (2022)

Individuelle
- U/17 Europamesterskabet Turneringens hold: 1 (2016)
- Ajax Årets unge spiller: 1 (2018)
- UEFA Europa League Sæsonens hold: 1 (2016-17)
- UEFA Champions League Sæsonens hold: 1 (2018-19)
- Eredivisie Årets hold: 2 (2017-18, 2018-19)
- Årets unge fodboldspiller i Holland: 1 (2017-18)
- Årets fodboldspiller i Holland: 1 (2018-19)
- Golden Boy: 1 (2018)
- FIFA FIFPro World11: 1 (2019)
- Kopa Trofæet: 1 (2019)
- UEFA Årets hold: 1 (2019)
- Bundesliga Sæsonens hold: 1 (2022-23)